# Święty Hieronim (obraz Michaela Willmanna)
Święty Hieronim – obraz śląskiego malarza barokowego, Michaela Willmanna. Obraz sygnowany 'M.willmann/Pinx./1695'.
Płótno jest jednym z czterech dzieł tworzących cykl przedstawiający Ojców Kościoła; trzy pozostałe to Święty Ambroży, Święty Grzegorz i Święty Augustyn.

## Opis
Hieronim ze Strydonu był jednym z ojców i doktorów Kościoła, tłumaczem i egzegetą. Willmann wielokrotnie malował Hieronima, głównie jako pokutnika i pustelnika. Jego postać najczęściej przedstawiał jako starca o skórze zwiędłej i ogorzałej od słońca. Prawdopodobnie miało to związek z treścią listu Hieronima do Eustochiusza: 

Szorstki wór okrywał zniekształcone członki, zbutwiała skóra przypominała wyglądem Murzyna, (...) kości, ledwie co trzymające się razem, odgniatały się na gołej ziemi.(...) ciało gnębiłem postem, czuwałem do białego rana

 Jego wizerunki Hieronima były zgodne z propagowaną przez cystersów postawą ascetyczną i ich regułą zakonu.

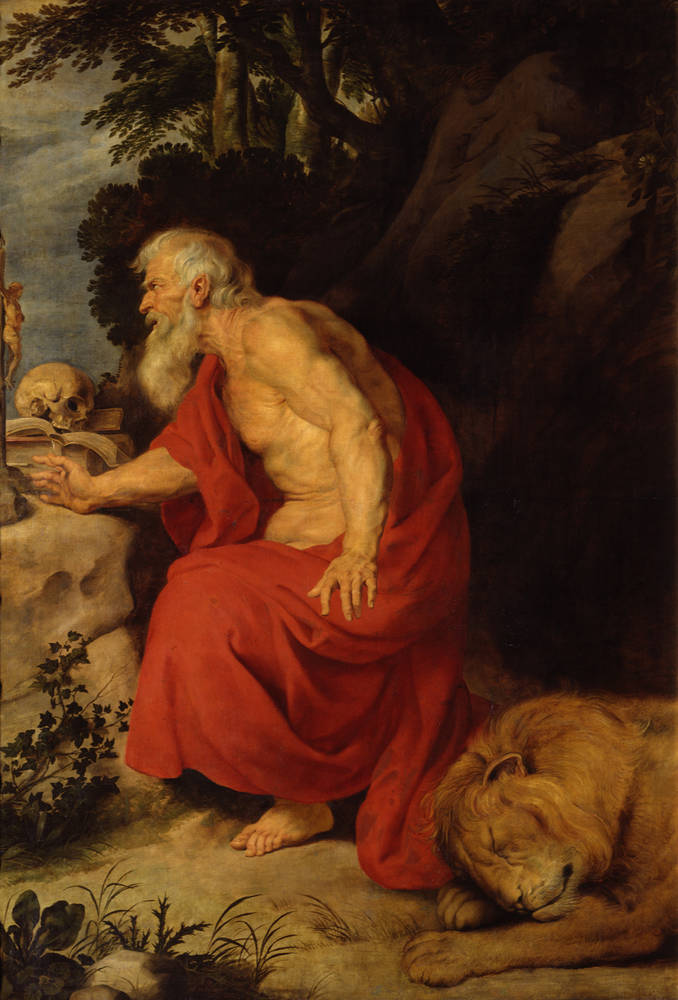
Św. Hieronim Rubensa z okresu 1615–1618, Galeria Obrazów Starych Mistrzów w Dreźnie

Inspirację do powyższego portretu Hieronima Willmann mógł zaczerpnąć z pracy Antoona van Dycka z ok. 1618 roku lub z dzieła Petera Paula Rubensa z 1615–1618 roku. W tej wersji św. Hieronim, mimo podeszłego wieku, posiada muskularne ciało zasłonięte jedynie niedbale zarzuconą przez ramię czerwoną draperią.

## Proweniencja
Obraz został namalowany dla klasztoru Cystersów w Lubiążu. Po roku 1810 przeniesiono go do Kunst- und Antikenkabinett der Königlichen Universität zu Breslau, w 1853 do Bildergalerie im Ständehaus we Wrocławiu, a w 1880 do kolekcji Śląskiego Muzeum Sztuk Pięknych. W 1942 roku obraz przeniesiono do składnicy w Kamieńcu Ząbkowickim, skąd w 1946 roku został przejęty przez Muzeum Narodowe w Warszawie. W 1981 roku obraz przekazano do Muzeum Narodowego we Wrocławiu.